# Bart vende su alma
«Bart vende su alma» —título original: «Bart Sells His Soul»— es el cuarto episodio de la séptima temporada de la serie animada Los Simpson, emitido originalmente en la cadena FOX el 8 de octubre de 1995. Su argumento versa sobre Bart, quien hace una broma durante la asistencia a la iglesia y reemplaza la canción de la ceremonia por una alternativa que contiene rock psicodélico, por lo que el reverendo Lovejoy lo fuerza junto con Milhouse a limpiar los tubos del órgano. Posteriormente, le vende a su amigo su alma en forma de papel por cinco dólares, pese a que Lisa le advierte que se va a arrepentir. Después de que el niño se empiece a dar cuenta de varios cambios en las acciones que lo afectan, consigue recuperar el trozo de papel tras varios esfuerzos.
La redacción del guion corrió a cargo de Greg Daniels, quien se inspiró en una experiencia de su juventud en la que compró el alma de un acosador. Asimismo, el director Wes Archer y su equipo de animación visitaron un restaurante de la cadena Chili's con tal de obtener inspiración para el restaurante familiar de Moe. También se incluyen otras referencias culturales como la canción «In-A-Gadda-Da-Vida» de Iron Butterfly, el poeta chileno Pablo Neruda o una parodia del libro ¿Estas ahí, Dios? Soy yo, Margaret de Judy Blume.
Varios escritores de los campos de la religión, filosofía, cultura popular y psicología han citado el episodio en sus publicaciones discutiendo el enfoque de Los Simpson sobre la naturaleza del alma. Por su parte, la crítica especializada recibió el cortometraje positivamente y fue reconocido como uno de los mejores de la temporada y de toda la serie, opinión que comparte hasta el propio creador, Matt Groening. También ha sido utilizado en algunas escuelas de secundaria como una herramienta de aprendizaje.

## Sinopsis
Durante la liturgia, Bart reparte, a modo de broma, la letra del himno «En el jardín del Edén» de un tal I. Ron Butterfly en vez del cántico habitual de la iglesia. Milhouse señala al culpable de la inocentada una vez que el reverendo Lovejoy exige responsabilidades, por lo que tanto él como Bart son castigados a limpiar los tubos del órgano. Asimismo, Bart se indigna con su amigo por chivarse, pero este le responde que lo hizo debido a la preocupación por la pérdida de su alma. Sin embargo, el hijo de los Simpson afirma que no existe tal cosa en realidad; y como prueba, le vende un papel por cinco dólares en el que se lee: «El alma de Bart Simpson». Tras haber sellado el trato, Lisa le dice a su hermano que se arrepentirá por ello, pero este hace caso omiso. Más adelante, Bart se encuentra con que su perro, Santa's Little Helper, no quiere jugar con él, las puertas automáticas de las tiendas no se abren a su paso; o que cuando echa el aliento sobre una mampara helada del Kwik-E-Mart, no se produce condensación. Es ahí cuando empieza a sospechar que realmente ha perdido su alma y se dispone a recuperarla.
Al mismo tiempo, Bart sugiere sutilmente a Milhouse que le devuelva el papel, pero este rechaza hacerlo por menos de cincuenta dólares. Esa misma noche, Bart sufre una pesadilla en la que es el único niño de Springfield que no tiene alma. Después de una cena en el nuevo restaurante de Moe, Bart entra en pánico y empieza a buscar frenéticamente a su amigo, quien se encuentra en casa de su abuela y le dice que el papel se lo vendió al dependiente de la tienda de cómics. Es por ello que Bart pasa la noche junto al establecimiento para ser el primero en entrar cuando el dueño abra.
A la mañana siguiente, el dependiente, de forma molesta, le comenta a Bart que ya no tiene ese papel, pero rechaza decirle quién fue el cliente. Exhausto, el niño vuelve caminando bajo la lluvia. Al llegar a su habitación, se pone a rezar, preocupado por su alma. De repente, aparece el papel en el que pone «el alma de Bart Simpson» y se da cuenta de que fue Lisa quien lo compró. Finalmente, mientras esta le explica los puntos de vista de algunos filósofos sobre el alma humana, Bart empieza a comerse el trozo de papel.
Mientras tanto, Moe busca captar nuevos clientes, por lo que convierte su bar en un restaurante de temática familiar llamado «Uncle Moe's Family Feedbag» —«El rancho familiar del tío Moe» en España y «El restaurante del tío Moe» en Hispanoamérica—. La familia Simpson decide ir a comer a ese lugar la misma noche que Bart huye en busca de su alma. Sin embargo, poco a poco Moe se va dando cuenta de que el ambiente familiar lo estresa mucho tras ver cómo los niños lo insultan y atacan, además de que, debido a su promoción de comida gratis en caso de que el camarero no sonría, algunos no abonan la cuenta. Todo esto hace que termine enrabietado ante una niña y cause su llanto, por lo que la gente abandona el local y su fracaso le lleva de vuelta a su taberna habitual.

### Temáticas
Kurt M. Koenigsberger comenta en el libro Leaving Springfield: The Simpsons and the Possibility of Oppositional Culture que «un buen turno de placer» puede ser obtenido con este episodio, debido a la exposición de «la hipocresía de "la administración de la salvación" y las ambivalentes operaciones del mundo comercial». Don Cupitt, socio del Emmanuel College de Cambridge, piensa que cuando Lisa sermonea a Bart sobre su alma, «muestra un grado de sofisticación teológica que simplemente no es tolerado en Gran Bretaña». Por su parte, Paul Bloom y David Pizarro escriben en The Psychology of The Simpsons: D'oh! que aunque Lisa muestra un «saludable escepticismo religioso», todavía cree en la eternidad del alma. Sin embargo, al final del episodio también comenta que «algunos filósofos no creen que alguien nazca con un alma, [sino que] la tienes que ganar mediante el sufrimiento», algo que hace que los comentaristas en el libro reconozcan que «en efecto, algunos filósofos y teólogos dicen que, sin la creencia en un alma, uno no puede dar sentido a los conceptos sociales en los que confiamos, como la responsabilidad personal o el libre albedrío».
M. Keith Booker trata el episodio en el programa Drawn to Television mientras discuten el trato que da la serie a la religión, al citar una escena del episodio en la que Milhouse le pregunta a Bart qué ganan las religiones al mentir sobre conceptos como la existencia de una alma, aunque la escena se corta con el reverendo Lovejoy contando dinero, por lo que Booker sugiere que está implícito que estas crean mitologías para poder ganar dinero de sus feligreses. También yuxtapone lo anterior con la posterior secuencia en la que Bart siente que «la vida de repente se siente vacía e incompleta» sin un alma, por lo que sugiere: «Que el alma es real o es al menos una ficción útil». Asimismo, Mark I. Pinsky y Samuel F. Parvin comentan el capítulo en su libro The Gospel According to the Simpsons: Leader's Guide for Group Study, donde usa ejemplos del mismo para estimular la discusión entre los jóvenes sobre la naturaleza del alma. Ambos autores perciben que la mención de Bart a Milhouse durante el inicio: «Alma. Venga, Milhouse, no existe una cosa como el alma. Simplemente es algo hecho para asustar niños, como el hombre del saco o Michael Jackson» y después propone preguntas para debatir con sus alumnos, incluyendo si conocen a alguien que esté de acuerdo con las teorías sobre el alma de Bart.
Por último, en su libro Planet Simpson: How a Cartoon Masterpiece Documented an Era and Defined a Generation, Chris Turner cita la revelación de Bart a Lisa de que este vendió su alma a Milhouse por cinco dólares con los que compró esponjas con forma de dinosaurio. Después de que su hermana lo critica, le responde: «Pobre ingenua, Lisa. Me quedaré con mis esponjas cutres, gracias». Turner comenta al respecto: «Aquí Bart es la personificación de un hipster cansado del mundo, al usar un lenguaje degradado de la mercadotecnia moderna para liquidar las partes más sagradas de sí mismo porque sabe que alguna esponja barata es más real, [y] por tanto más válido que incluso el más noble de los principios abstractos».

## Producción

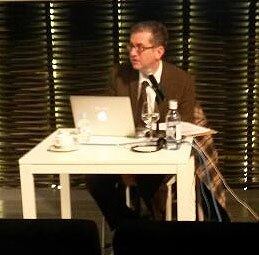
Greg Daniels, guionista del episodio

«Bart vende su alma» fue el segundo episodio en el que Bill Oakley y Josh Weinstein participaron como productores ejecutivos, quienes querían iniciar la temporada con argumentos emocionales que se centraran en la familia Simpson. Por su parte, Greg Daniels se encargó de la redacción del guion, cuya idea original era un argumento sobre cómo se trataba el racismo en Springfield. Sin embargo, los guionistas consideraron que Los Simpson no era el foro adecuado para ello, por lo que Daniels propuso la idea de vender el alma a alguien, algo que sucedió en su infancia. Durante el instituto, el guionista animó a un abusón a venderle su alma por cincuenta centavos, para después convencer a sus compañeros de clase que lo asustaran y así hacerle comprar de nuevo su alma a un precio más elevado. Daniels fue adelante con su estratagema, pero paró cuando se dio cuenta de que la única otra persona que ha hecho beneficio con valores ajenos ha sido Satanás, y eso le «asustó». En la secuencia de apertura, la congregación de la Primera Iglesia de Springfield es engañada para cantar una versión de «In-A-Gadda-Da-Vida» de Iron Butterfly, aunque el tema propuesto por Daniels originalmente fue «Stairway to Heaven» de Led Zeppelin, pero los productores no consiguieron los derechos para utilizarla.
La dirección del episodio corrió a cargo de Wes Archer, quien junto con su equipo de animadores acudió a un restaurante de la cadena Chili's para coger inspiración acerca del diseño del escenario del restaurante familiar de Moe. Al respecto, afirmó que fue «bastante una tarea» el hecho de transformar la taberna en un establecimiento orientado a la familia. Además, el director comentó que no estaba «bastante contento» con el resultado y que lo podría haber diseñado «un poco mejor». Asimismo, Weinstein recordó que hubo disputas entre los animadores sobre la forma en la que Moe aparecía en el episodio, ya que el diseño original incluía la falta de un diente, pero tanto Weinstein como Oakley insistieron en que no «quedaba bien» porque el personaje destacaba demasiado. Archer mostró a los showrunners el boceto original del tabernero en la primera temporada, a lo que dijo: «Aquí, mira. ¡Le falta un diente!», pero las escenas en las que Moe aparecía de tal forma fueron animadas de nuevo. Archer también se mostró decepcionado con la secuencia del sueño de Bart en la que sus amigos juegan con sus almas, ya que se había olvidado de decir a los de producción que las hicieran transparentes, por lo que fueron pintadas de azul en su lugar.